# Aedia leucomelas
Aedia leucomelas, auch  Südliche Zaunwinden-Trauereule genannt, ist ein Schmetterling (Nachtfalter) aus der Familie der Eulenfalter (Noctuidae). Die Art ist von West- und Südeuropa, über Zentral- und Ostasien bis nach Australien verbreitet.

## Merkmale

### Falter
Die Falter haben eine Flügelspannweite von 38 bis 40 Millimetern. Kopf und Thorax sind hellbraun oder gemischt dunkelbraun mit einem hohen Metathoraxkamm. Die Vorderflügel sind erdbraun und unregelmäßig mit helleren und dunkleren Partien durchsetzt. Die feinen und undeutlich gezeichneten Querlinien sind schwarz gezackt. Die Nieren- und Ringmakeln sind ebenfalls undeutlich, weiß umrahmt und liegen in einem etwas helleren Diskalfeld. Das Saumfeld ist geschwungen mit von der Wellenlinie ausgehenden V-förmigen interneuralen Vorsprüngen. Die Fransen heben sich in der Färbung nicht ab. Die Hinterflügel sind weiß mit einem breiten dunkelbraunen Rand, Apex und Tornus sowie der innere Rand können weiß gefärbt sein. Die Fransen sind gleichfarbig wie der Rand mit weißen Flecken am Apex und nahe dem Tornus. Die Unterseiten der Flügel sind stark gemustert mit weißem Basalfeld und breitem schwärzlichen Rand. Die Vorderflügel weisen einen deutlichen halbmondförmigen Diskalfleck auf.

### Raupe
Die erwachsenen Raupen werden bis zu 55 Millimeter lang. Ihre Grundfarbe ist grünlich bis grünlichgrau mit schwarzen Punkten. Sie besitzen eine breite gelbe oder orangerote Rückenlinie. Die schwarzen Punkte können entlang der Linie konzentriert sein und können fast den Eindruck einer schwarzen Randung der Rückenlinie ergeben. Am vorderen Körperende sitzen auf jedem Segment je zwei große schwarze Punkte dicht neben der Rückenlinie. Auch die Nebenrückenlinien weisen diese Färbung auf. Die Seitenstreifen sind weißlich und oben durch eine grüngelbe Zone begrenzt. Der Kopf ist relativ klein und schwarz punktiert.

### Puppe
Die gedrungene Puppe besitzt am Kremaster vier Hakenborsten.

## Geographische Verbreitung und Lebensraum
Aedia leucomelas kommt vor allem in warmen, trockenen, auch sandigen Habitaten vor. Das Verbreitungsgebiet der Art erstreckt sich von Westeuropa, Zentraleuropa und Nordafrika über das subtropische und tropische Asien sowie über die Ostindischen Inseln bis nach Australien. In Europa reicht die Verbreitung bis etwa in die Südalpen. In Zentral- und Nordeuropa fehlt die Art.

## Lebensweise
Die Art fliegt in Europa in zwei, sich überlappenden Generationen zwischen Mai und Oktober. Die Falter sind nachtaktiv und kommen ans Licht. Die Raupen ernähren sich von verschiedenen Arten der Zaunwinden (Calystegia) und der Gattung der Winden (Convolvulus). Die Raupe überwintert in einem Kokon, in welchem sie sich im Frühjahr verpuppt.

## Systematik
Die Art wurde 1758 von Carl von Linné als Phalaena Noctua leucomelas erstmals wissenschaftlich beschrieben. Später wurde die Art auch unter folgenden Namen beschrieben: Catephia ramburii Boisduval, 1829, Noctua adepta Geyer, 1832, Anophia olivescens Guenée, 1852 und Anophia limitaris Walker, 1863, die damit jüngere Synonyme sind. Die Art wird je nach Autor in mindestens zwei Unterarten unterteilt:
- Aedia leucomelas leucomelas (Linnaeus, 1758) und
- Aedia leucomelas acronyctoides (Guenée, 1852) (Australien)
- Aedia leucomelas thomae (Prout, 1927) (São Tomé)
- Aedia leucomelas limitaris (Walker, 1864) (Sarawak, Borneo)

## Schadwirkung
Aus Australien wird berichtet, dass die Raupen gelegentlich an der Süßkartoffel (Ipomoea batatas) als Schädlinge auftreten.